# New Zealand Cycle Classic 2015
La 28e édition de la New Zealand Cycle Classic a eu lieu du 28 janvier au 1er février 2015. La course fait partie du calendrier UCI Oceania Tour 2015 en catégorie 2.2.
L'épreuve a été remportée par le Néo-Zélandais Taylor Gunman (Avanti Racing) qui s'impose devant son coéquipier et compatriote Jason Christie, vainqueur de la première étape, pour six secondes tandis qu'un autre Néo-Zélandais Dion Smith (Équipe nationale de Nouvelle-Zélande) complète le podium à une minute et dix-sept secondes du lauréat de la course.
En ce qui concerne les classements annexes, les Australiens Rhys Gillett (Scody Downunder) et Craig Evers (Data3 Symantec Racing-Scody), vainqueur de la deuxième étape, remportent respectivement celui de meilleur grimpeur et celui des sprints. Smith, troisième de l'épreuve, termine meilleur jeune tandis que la formation néo-zélandaise Avanti Racing s'adjuge le classement de la meilleure équipe.

## Présentation

### Parcours

Parcours des étapes
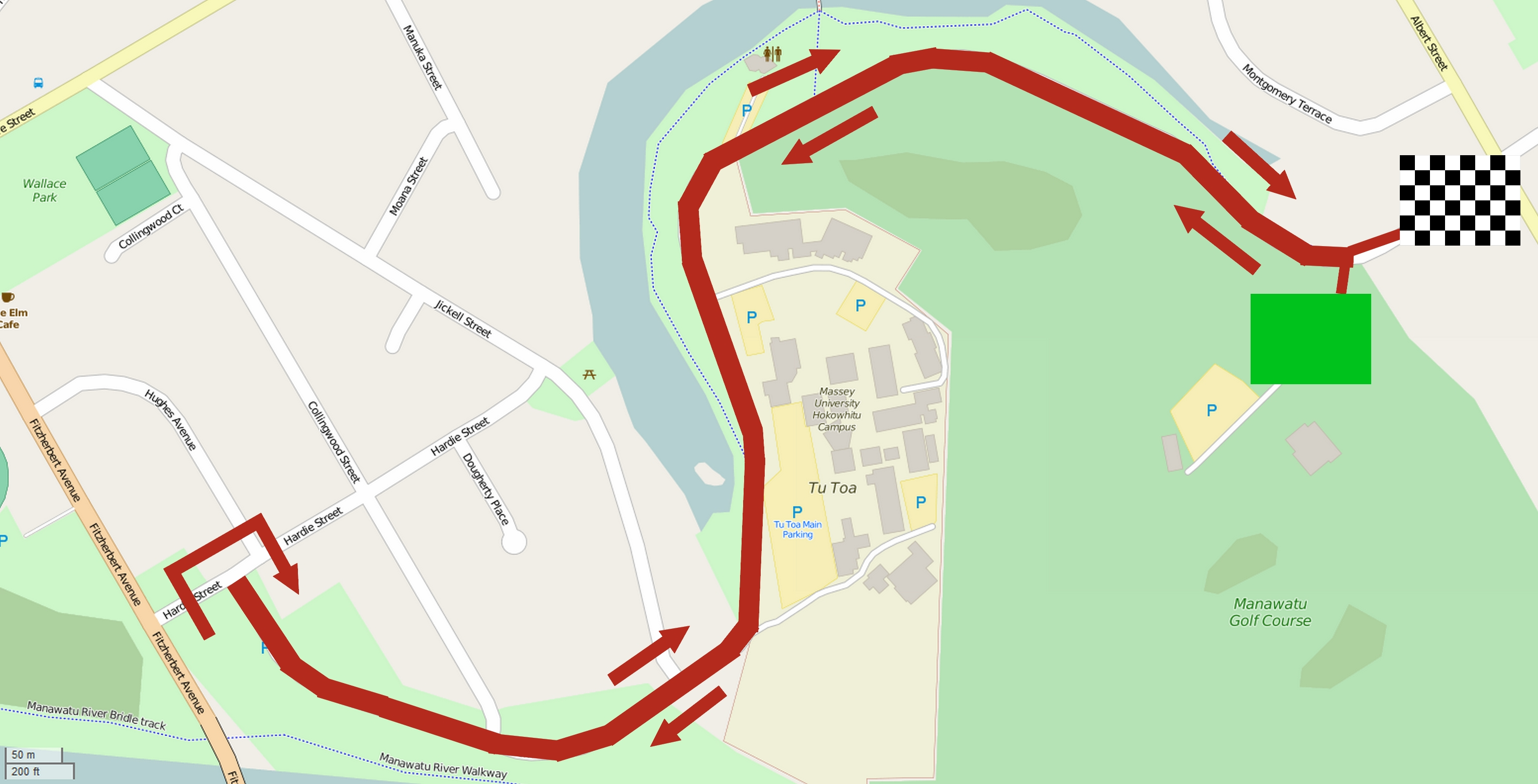
Prologue.
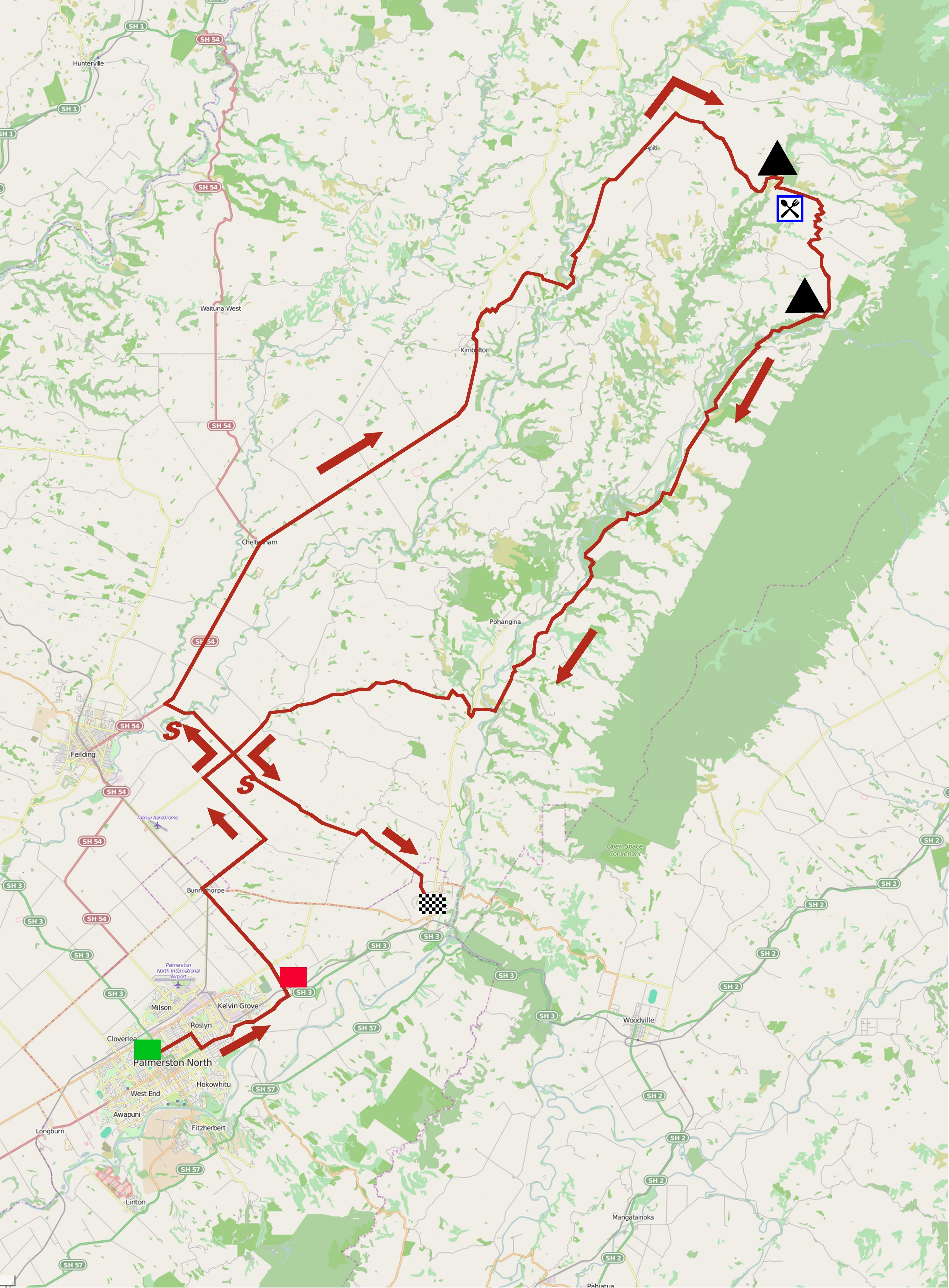
1re étape.
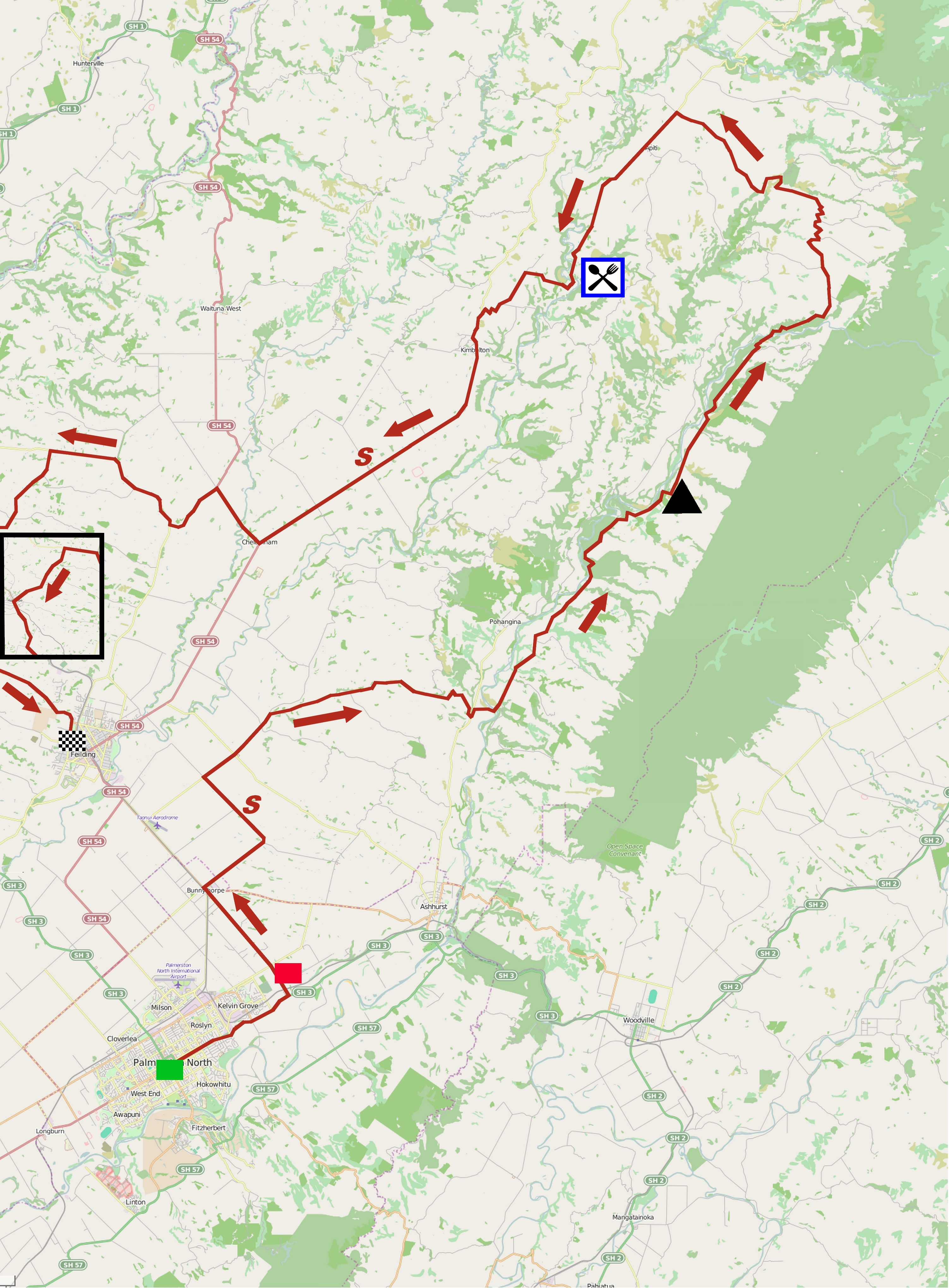
2e étape.
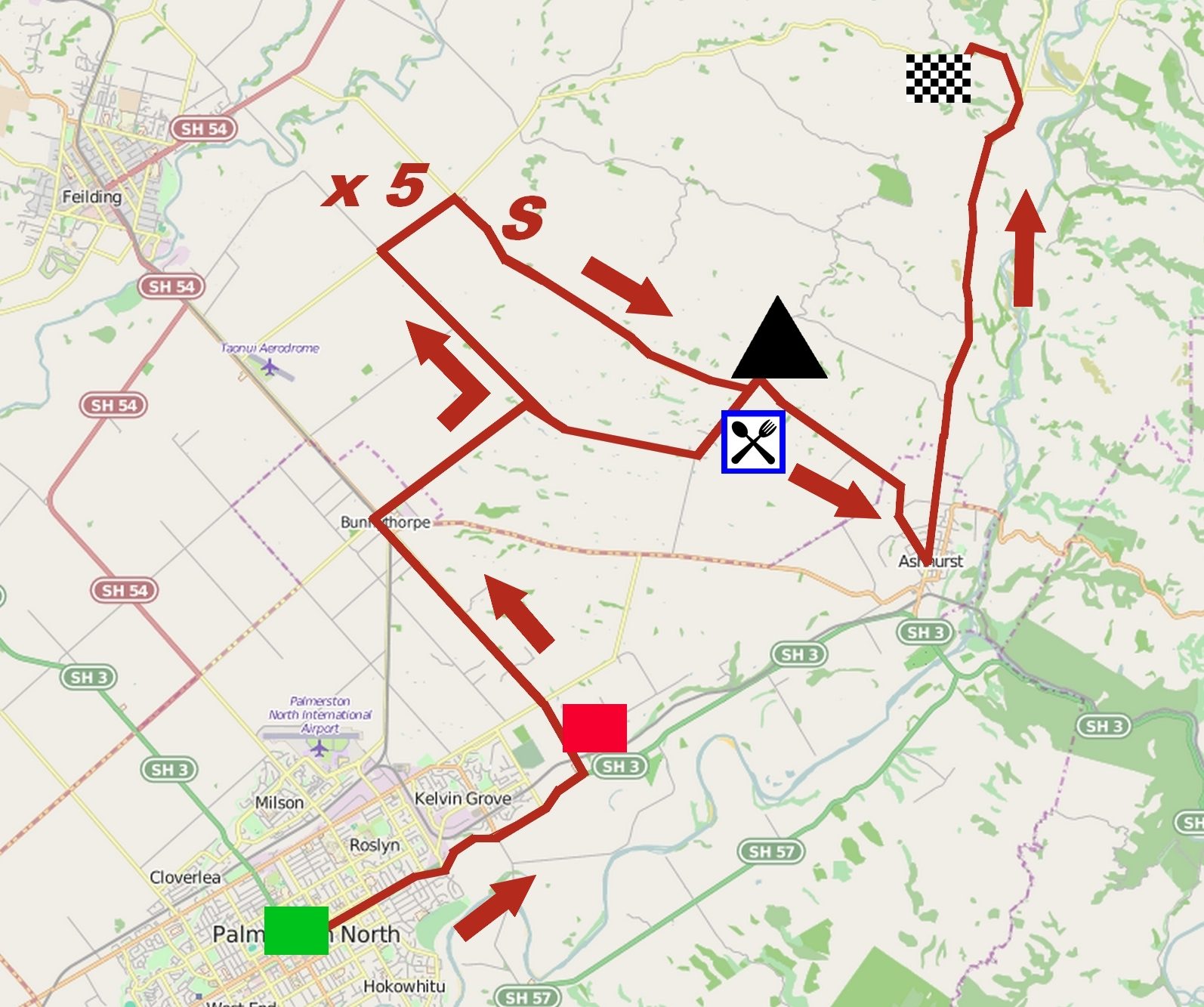
3e étape.
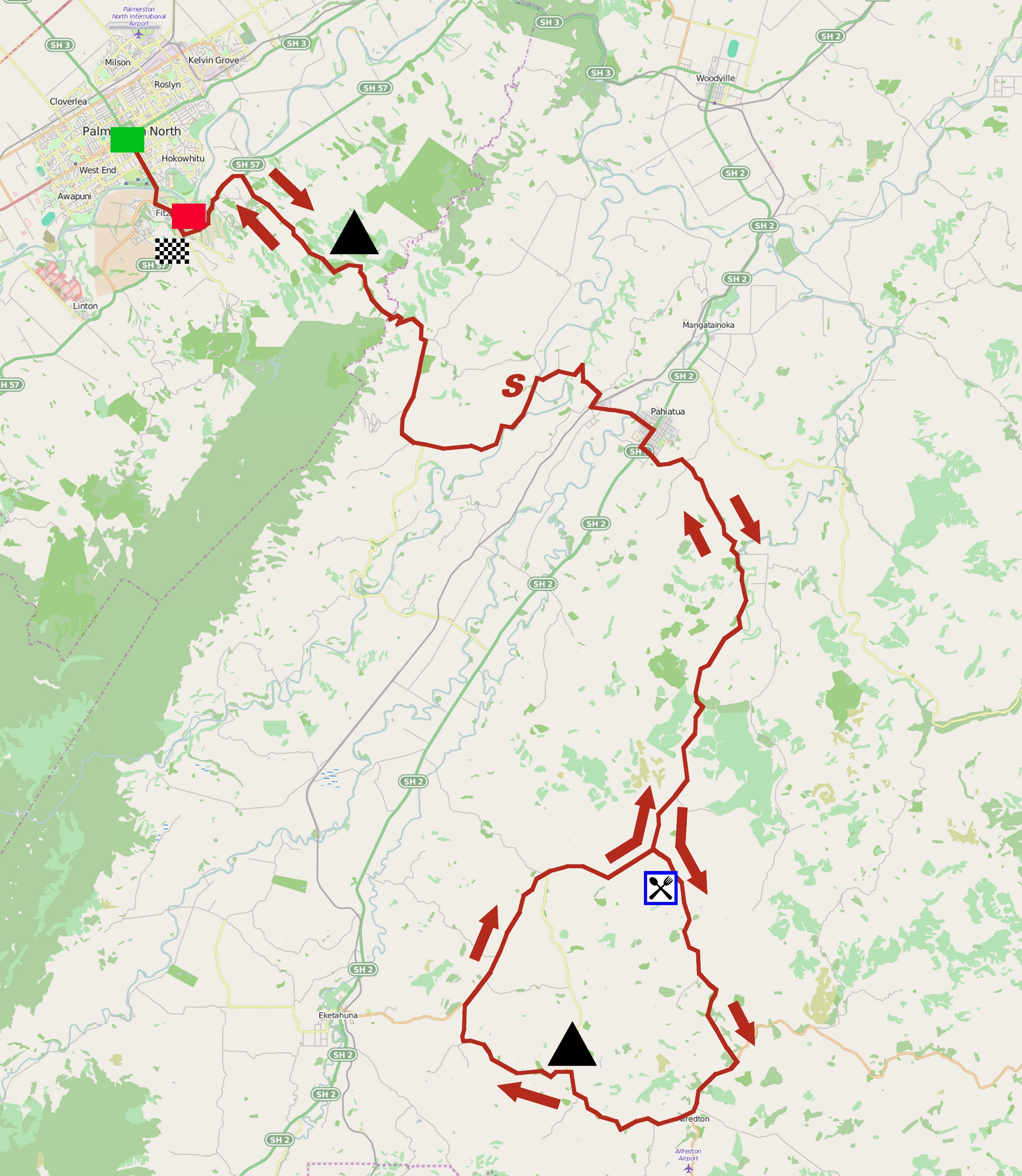
4e étape.

### Équipes
Classée en catégorie 2.2 de l'UCI Oceania Tour, la New Zealand Cycle Classic est par conséquent ouverte aux équipes continentales professionnelles, aux équipes continentales, aux équipes nationales et aux équipes régionales et de clubs.
Seize équipes participent à cette New Zealand Cycle Classic - trois équipes continentales, une équipe nationale et douze équipes régionales et de clubs :
| Équipes continentales       | Équipes continentales | Équipes continentales |
| Nom de l'équipe             | Pays                  | Code                  |
| --------------------------- | --------------------- | --------------------- |
| Avanti Racing               | Nouvelle-Zélande      | ART                   |
| Budget Forklifts            | Australie             | BFL                   |
| Data3 Symantec Racing-Scody | Australie             | DSR                   |

| Équipe nationale                     | Équipe nationale | Équipe nationale |
| Nom de l'équipe                      | Pays             | Code             |
| ------------------------------------ | ---------------- | ---------------- |
| Équipe nationale de Nouvelle-Zélande | Nouvelle-Zélande | NZL              |

| Équipes régionales et de clubs | Équipes régionales et de clubs | Équipes régionales et de clubs |
| Nom de l'équipe                | Pays                           | Code                           |
| ------------------------------ | ------------------------------ | ------------------------------ |
| Bike Manawatu                  | Nouvelle-Zélande               | BMT                            |
| GPM Stulz                      | Australie                      | GPM                            |
| Kia Manawatu                   | Nouvelle-Zélande               | TKM                            |
| L&M Group Ricoh                | Nouvelle-Zélande               | LMG                            |
| Meridian                       | Nouvelle-Zélande               | MER                            |
| Mike Greer Homes Racing        | Nouvelle-Zélande               | MGH                            |
| Nature Valley Avanti           | Nouvelle-Zélande               | NVA                            |
| NZCT                           | Nouvelle-Zélande               | NZC                            |
| Scody Downunder                | Australie                      | TSD                            |
| Seasucker                      | Nouvelle-Zélande               | TSS                            |
| Sign Factory                   | Nouvelle-Zélande               | TSF                            |
| Subaru Albion                  | Australie                      | TSA                            |

## Étapes
| Étape     | Date        | Villes étapes                       |                 | Distance (km) | Vainqueur d’étape | Leader du classement général |
| --------- | ----------- | ----------------------------------- | --------------- | ------------- | ----------------- | ---------------------------- |
| Prologue  | 28 janvier  | Palmerston North - Palmerston North | Prologue        | 3,5           | Joseph Cooper     | Joseph Cooper                |
| 1re étape | 29 janvier  | Palmerston North - Ashhurst         | Étape de plaine | 132,5         | Jason Christie    | Daniel Barry                 |
| 2e étape  | 30 janvier  | Palmerston North - Feilding         | Étape de plaine | 139           | Craig Evers       | Taylor Gunman                |
| 3e étape  | 31 janvier  | Palmerston North - Palmerston North | Étape vallonnée | 127           | James Oram        | Taylor Gunman                |
| 4e étape  | 1er février | Palmerston North - Palmerston North | Étape vallonnée | 164,2         | Joshua Prete      | Taylor Gunman                |

## Déroulement de la course

### Prologue
Le Néo-Zélandais Joseph Cooper (Avanti Racing) remporte le prologue.
| Classement de l'étape | Classement de l'étape | Classement de l'étape | Classement de l'étape                | Classement de l'étape |
|                       | Coureur               | Pays                  | Équipe                               | Temps                 |
| --------------------- | --------------------- | --------------------- | ------------------------------------ | --------------------- |
| 1er                   | Joseph Cooper         | Nouvelle-Zélande      | Avanti Racing                        | en 4 min 9 s          |
| 2e                    | Fraser Gough          | Nouvelle-Zélande      | Avanti Racing                        | + 10 s                |
| 3e                    | Morgan Smith          | Nouvelle-Zélande      | Subaru Albion                        | + 10 s                |
| 4e                    | Daniel Barry          | Nouvelle-Zélande      | Budget Forklifts                     | + 12 s                |
| 5e                    | James Oram            | Nouvelle-Zélande      | Équipe nationale de Nouvelle-Zélande | + 12 s                |
| 6e                    | Tyler Spurrell        | Australie             | Data3 Symantec Racing-Scody          | + 13 s                |
| 7e                    | Nick Bain             | Nouvelle-Zélande      | Nature Valley Avanti                 | + 13 s                |
| 8e                    | Taylor Gunman         | Nouvelle-Zélande      | Avanti Racing                        | + 13 s                |
| 9e                    | Dion Smith            | Nouvelle-Zélande      | Équipe nationale de Nouvelle-Zélande | + 14 s                |
| 10e                   | Jason Christie        | Nouvelle-Zélande      | Avanti Racing                        | + 14 s                |
| modifier              |                       |                       |                                      |                       |

| Classement général | Classement général | Classement général | Classement général                   | Classement général |
|                    | Coureur            | Pays               | Équipe                               | Temps              |
| ------------------ | ------------------ | ------------------ | ------------------------------------ | ------------------ |
| 1er                | Joseph Cooper      | Nouvelle-Zélande   | Avanti Racing                        | en 4 min 9 s       |
| 2e                 | Fraser Gough       | Nouvelle-Zélande   | Avanti Racing                        | + 10 s             |
| 3e                 | Morgan Smith       | Nouvelle-Zélande   | Subaru Albion                        | + 10 s             |
| 4e                 | Daniel Barry       | Nouvelle-Zélande   | Budget Forklifts                     | + 12 s             |
| 5e                 | James Oram         | Nouvelle-Zélande   | Équipe nationale de Nouvelle-Zélande | + 12 s             |
| 6e                 | Tyler Spurrell     | Australie          | Data3 Symantec Racing-Scody          | + 13 s             |
| 7e                 | Nick Bain          | Nouvelle-Zélande   | Nature Valley Avanti                 | + 13 s             |
| 8e                 | Taylor Gunman      | Nouvelle-Zélande   | Avanti Racing                        | + 13 s             |
| 9e                 | Dion Smith         | Nouvelle-Zélande   | Équipe nationale de Nouvelle-Zélande | + 14 s             |
| 10e                | Jason Christie     | Nouvelle-Zélande   | Avanti Racing                        | + 14 s             |
| modifier           |                    |                    |                                      |                    |

### 1reétape
Le Néo-Zélandais Jason Christie (Avanti Racing) remporte la première étape.
| Classement de l'étape | Classement de l'étape | Classement de l'étape | Classement de l'étape                | Classement de l'étape |
|                       | Coureur               | Pays                  | Équipe                               | Temps                 |
| --------------------- | --------------------- | --------------------- | ------------------------------------ | --------------------- |
| 1er                   | Jason Christie        | Nouvelle-Zélande      | Avanti Racing                        | en 3 h 22 min 4 s     |
| 2e                    | Rhys Gillett          | Australie             | Scody Downunder                      | + 0 s                 |
| 3e                    | Taylor Gunman         | Nouvelle-Zélande      | Avanti Racing                        | + 0 s                 |
| 4e                    | Daniel Barry          | Nouvelle-Zélande      | Budget Forklifts                     | + 0 s                 |
| 5e                    | Dion Smith            | Nouvelle-Zélande      | Équipe nationale de Nouvelle-Zélande | + 1 min 11 s          |
| 6e                    | Morgan Smith          | Nouvelle-Zélande      | Subaru Albion                        | + 1 min 11 s          |
| 7e                    | Josh Berry            | Australie             | Budget Forklifts                     | + 1 min 11 s          |
| 8e                    | Andrew Hagan          | Nouvelle-Zélande      | Nature Valley Avanti                 | + 1 min 11 s          |
| 9e                    | Paul Edelstein        | Australie             | Seasucker                            | + 1 min 11 s          |
| 10e                   | Jack Anderson         | Australie             | Budget Forklifts                     | + 2 min 36 s          |
| modifier              |                       |                       |                                      |                       |

| Classement général | Classement général | Classement général | Classement général                   | Classement général |
|                    | Coureur            | Pays               | Équipe                               | Temps              |
| ------------------ | ------------------ | ------------------ | ------------------------------------ | ------------------ |
| 1er                | Daniel Barry       | Nouvelle-Zélande   | Budget Forklifts                     | en 3 h 26 min 25 s |
| 2e                 | Taylor Gunman      | Nouvelle-Zélande   | Avanti Racing                        | + 1 s              |
| 3e                 | Jason Christie     | Nouvelle-Zélande   | Avanti Racing                        | + 2 s              |
| 4e                 | Rhys Gillett       | Australie          | Scody Downunder                      | + 3 s              |
| 5e                 | Morgan Smith       | Nouvelle-Zélande   | Subaru Albion                        | + 1 min 9 s        |
| 6e                 | Dion Smith         | Nouvelle-Zélande   | Équipe nationale de Nouvelle-Zélande | + 1 min 13 s       |
| 7e                 | Andrew Hagan       | Nouvelle-Zélande   | Nature Valley Avanti                 | + 1 min 13 s       |
| 8e                 | Josh Berry         | Australie          | Budget Forklifts                     | + 1 min 21 s       |
| 9e                 | Paul Edelstein     | Australie          | Seasucker                            | + 1 min 35 s       |
| 10e                | Jack Anderson      | Australie          | Budget Forklifts                     | + 2 min 38 s       |
| modifier           |                    |                    |                                      |                    |

### 2eétape
L'Australien Craig Evers (Data3 Symantec Racing-Scody) remporte la deuxième étape.
| Classement de l'étape | Classement de l'étape | Classement de l'étape | Classement de l'étape                | Classement de l'étape |
|                       | Coureur               | Pays                  | Équipe                               | Temps                 |
| --------------------- | --------------------- | --------------------- | ------------------------------------ | --------------------- |
| 1er                   | Craig Evers           | Australie             | Data3 Symantec Racing-Scody          | en 3 h 30 min 0 s     |
| 2e                    | Jason Christie        | Nouvelle-Zélande      | Avanti Racing                        | + 0 s                 |
| 3e                    | Dion Smith            | Nouvelle-Zélande      | Équipe nationale de Nouvelle-Zélande | + 0 s                 |
| 4e                    | Darcy Ellerm-Norton   | Nouvelle-Zélande      | Subaru Albion                        | + 0 s                 |
| 5e                    | Josh Berry            | Australie             | Budget Forklifts                     | + 0 s                 |
| 6e                    | Scott Thomas          | Nouvelle-Zélande      | Data3 Symantec Racing-Scody          | + 0 s                 |
| 7e                    | Joseph Cooper         | Nouvelle-Zélande      | Avanti Racing                        | + 0 s                 |
| 8e                    | Thomas Davison        | Nouvelle-Zélande      | Avanti Racing                        | + 0 s                 |
| 9e                    | Taylor Gunman         | Nouvelle-Zélande      | Avanti Racing                        | + 0 s                 |
| 10e                   | James Oram            | Nouvelle-Zélande      | Équipe nationale de Nouvelle-Zélande | + 3 s                 |
| modifier              |                       |                       |                                      |                       |

| Classement général | Classement général  | Classement général | Classement général                   | Classement général |
|                    | Coureur             | Pays               | Équipe                               | Temps              |
| ------------------ | ------------------- | ------------------ | ------------------------------------ | ------------------ |
| 1er                | Taylor Gunman       | Nouvelle-Zélande   | Avanti Racing                        | en 6 h 56 min 26 s |
| 2e                 | Jason Christie      | Nouvelle-Zélande   | Avanti Racing                        | + 1 s              |
| 3e                 | Dion Smith          | Nouvelle-Zélande   | Équipe nationale de Nouvelle-Zélande | + 1 min 12 s       |
| 4e                 | Josh Berry          | Australie          | Budget Forklifts                     | + 1 min 20 s       |
| 5e                 | Thomas Davison      | Nouvelle-Zélande   | Avanti Racing                        | + 2 min 39 s       |
| 6e                 | Daniel Barry        | Nouvelle-Zélande   | Budget Forklifts                     | + 3 min 17 s       |
| 7e                 | Morgan Smith        | Nouvelle-Zélande   | Subaru Albion                        | + 4 min 26 s       |
| 8e                 | Andrew Hagan        | Nouvelle-Zélande   | Nature Valley Avanti                 | + 4 min 30 s       |
| 9e                 | Darcy Ellerm-Norton | Nouvelle-Zélande   | Subaru Albion                        | + 5 min 13 s       |
| 10e                | Jack Anderson       | Australie          | Budget Forklifts                     | + 5 min 55 s       |
| modifier           |                     |                    |                                      |                    |

### 3eétape
Le Néo-Zélandais James Oram (Équipe nationale de Nouvelle-Zélande) remporte la troisième étape.
| Classement de l'étape | Classement de l'étape | Classement de l'étape | Classement de l'étape                | Classement de l'étape |
|                       | Coureur               | Pays                  | Équipe                               | Temps                 |
| --------------------- | --------------------- | --------------------- | ------------------------------------ | --------------------- |
| 1er                   | James Oram            | Nouvelle-Zélande      | Équipe nationale de Nouvelle-Zélande | en 3 h 13 min 48 s    |
| 2e                    | Nick Bain             | Nouvelle-Zélande      | Nature Valley Avanti                 | + 44 s                |
| 3e                    | Taylor Gunman         | Nouvelle-Zélande      | Avanti Racing                        | + 1 min 11 s          |
| 4e                    | Joshua Prete          | Australie             | Budget Forklifts                     | + 1 min 11 s          |
| 5e                    | Jason Christie        | Nouvelle-Zélande      | Avanti Racing                        | + 1 min 11 s          |
| 6e                    | Cameron Ivory         | Australie             | GPM Stulz                            | + 1 min 16 s          |
| 7e                    | Gordon McCauley       | Nouvelle-Zélande      | Kia Manawatu                         | + 1 min 16 s          |
| 8e                    | Dion Smith            | Nouvelle-Zélande      | Équipe nationale de Nouvelle-Zélande | + 1 min 16 s          |
| 9e                    | Tim Rush              | Nouvelle-Zélande      | NZCT                                 | + 1 min 16 s          |
| 10e                   | Jake Marryatt         | Nouvelle-Zélande      | Meridian                             | + 1 min 21 s          |
| modifier              |                       |                       |                                      |                       |

| Classement général | Classement général | Classement général | Classement général                   | Classement général  |
|                    | Coureur            | Pays               | Équipe                               | Temps               |
| ------------------ | ------------------ | ------------------ | ------------------------------------ | ------------------- |
| 1er                | Taylor Gunman      | Nouvelle-Zélande   | Avanti Racing                        | en 10 h 11 min 25 s |
| 2e                 | Jason Christie     | Nouvelle-Zélande   | Avanti Racing                        | + 1 s               |
| 3e                 | Dion Smith         | Nouvelle-Zélande   | Équipe nationale de Nouvelle-Zélande | + 1 min 17 s        |
| 4e                 | Josh Berry         | Australie          | Budget Forklifts                     | + 1 min 35 s        |
| 5e                 | Thomas Davison     | Nouvelle-Zélande   | Avanti Racing                        | + 2 min 57 s        |
| 6e                 | Morgan Smith       | Nouvelle-Zélande   | Subaru Albion                        | + 4 min 44 s        |
| 7e                 | Andrew Hagan       | Nouvelle-Zélande   | Nature Valley Avanti                 | + 5 min 5 s         |
| 8e                 | Daniel Barry       | Nouvelle-Zélande   | Budget Forklifts                     | + 5 min 20 s        |
| 9e                 | James Oram         | Nouvelle-Zélande   | Équipe nationale de Nouvelle-Zélande | + 5 min 29 s        |
| 10e                | Jack Anderson      | Australie          | Budget Forklifts                     | + 6 min 21 s        |
| modifier           |                    |                    |                                      |                     |

### 4eétape
L'Australien Joshua Prete (Budget Forklifts) remporte la quatrième étape.
| Classement de l'étape | Classement de l'étape | Classement de l'étape | Classement de l'étape                | Classement de l'étape |
|                       | Coureur               | Pays                  | Équipe                               | Temps                 |
| --------------------- | --------------------- | --------------------- | ------------------------------------ | --------------------- |
| 1er                   | Joshua Prete          | Australie             | Budget Forklifts                     | en 4 h 11 min 45 s    |
| 2e                    | James Oram            | Nouvelle-Zélande      | Équipe nationale de Nouvelle-Zélande | + 1 s                 |
| 3e                    | Nick Bain             | Nouvelle-Zélande      | Nature Valley Avanti                 | + 16 s                |
| 4e                    | Jack Anderson         | Australie             | Budget Forklifts                     | + 16 s                |
| 5e                    | Cameron Ivory         | Australie             | GPM Stulz                            | + 16 s                |
| 6e                    | Dion Smith            | Nouvelle-Zélande      | Équipe nationale de Nouvelle-Zélande | + 16 s                |
| 7e                    | Daniel Barry          | Nouvelle-Zélande      | Budget Forklifts                     | + 16 s                |
| 8e                    | Taylor Gunman         | Nouvelle-Zélande      | Avanti Racing                        | + 16 s                |
| 9e                    | Ryan Christensen      | Nouvelle-Zélande      | Bike Manawatu                        | + 16 s                |
| 10e                   | Morgan Smith          | Nouvelle-Zélande      | Subaru Albion                        | + 16 s                |
| modifier              |                       |                       |                                      |                       |

## Classements finals

### Classement général final
| Classement général final | Classement général final | Classement général final | Classement général final             | Classement général final |
|                          | Coureur                  | Pays                     | Équipe                               | Temps                    |
| ------------------------ | ------------------------ | ------------------------ | ------------------------------------ | ------------------------ |
| 1er                      | Taylor Gunman            | Nouvelle-Zélande         | Avanti Racing                        | en 14 h 23 min 26 s      |
| 2e                       | Jason Christie           | Nouvelle-Zélande         | Avanti Racing                        | + 6 s                    |
| 3e                       | Dion Smith               | Nouvelle-Zélande         | Équipe nationale de Nouvelle-Zélande | + 1 min 17 s             |
| 4e                       | Josh Berry               | Australie                | Budget Forklifts                     | + 1 min 40 s             |
| 5e                       | Thomas Davison           | Nouvelle-Zélande         | Avanti Racing                        | + 3 min 2 s              |
| 6e                       | Morgan Smith             | Nouvelle-Zélande         | Subaru Albion                        | + 4 min 44 s             |
| 7e                       | Andrew Hagan             | Nouvelle-Zélande         | Nature Valley Avanti                 | + 5 min 10 s             |
| 8e                       | James Oram               | Nouvelle-Zélande         | Équipe nationale de Nouvelle-Zélande | + 5 min 14 s             |
| 9e                       | Daniel Barry             | Nouvelle-Zélande         | Budget Forklifts                     | + 5 min 20 s             |
| 10e                      | Jack Anderson            | Australie                | Budget Forklifts                     | + 6 min 21 s             |
| modifier                 |                          |                          |                                      |                          |

### Classements annexes
| Classement de la montagne | Classement de la montagne | Classement de la montagne | Classement de la montagne            | Classement de la montagne |
| ------------------------- | ------------------------- | ------------------------- | ------------------------------------ | ------------------------- |
|                           | Coureur                   | Pays                      | Équipe                               | Point(s)                  |
| 1er                       | Rhys Gillett              | Australie                 | Scody Downunder                      | 24 points                 |
| 2e                        | James Oram                | Nouvelle-Zélande          | Équipe nationale de Nouvelle-Zélande | 16 pts                    |
| 3e                        | Nick Bain                 | Nouvelle-Zélande          | Nature Valley Avanti                 | 14 pts                    |
| modifier                  |                           |                           |                                      |                           |

| Classement des sprints | Classement des sprints | Classement des sprints | Classement des sprints      | Classement des sprints |
| ---------------------- | ---------------------- | ---------------------- | --------------------------- | ---------------------- |
|                        | Coureur                | Pays                   | Équipe                      | Point(s)               |
| 1er                    | Craig Evers            | Australie              | Data3 Symantec Racing-Scody | 14 points              |
| 2e                     | Scott Thomas           | Nouvelle-Zélande       | Data3 Symantec Racing-Scody | 13 pts                 |
| 3e                     | Jason Christie         | Nouvelle-Zélande       | Avanti Racing               | 10 pts                 |
| modifier               |                        |                        |                             |                        |

| Classement du meilleur jeune | Classement du meilleur jeune | Classement du meilleur jeune | Classement du meilleur jeune         | Classement du meilleur jeune |
|                              | Coureur                      | Pays                         | Équipe                               | Temps                        |
| ---------------------------- | ---------------------------- | ---------------------------- | ------------------------------------ | ---------------------------- |
| 1er                          | Dion Smith                   | Nouvelle-Zélande             | Équipe nationale de Nouvelle-Zélande | en 14 h 24 min 43 s          |
| 2e                           | James Oram                   | Nouvelle-Zélande             | Équipe nationale de Nouvelle-Zélande | + 3 min 57 s                 |
| 3e                           | Jake Marryatt                | Nouvelle-Zélande             | Meridian                             | + 9 min 46 s                 |
| modifier                     |                              |                              |                                      |                              |

| Classement par équipes | Classement par équipes | Classement par équipes | Classement par équipes |
|                        | Équipe                 | Pays                   | Temps                  |
| ---------------------- | ---------------------- | ---------------------- | ---------------------- |
| 1re                    | Avanti Racing          | Nouvelle-Zélande       | en 43 h 13 min 6 s     |
| 2e                     | NZCT                   | Nouvelle-Zélande       | + 7 min 8 s            |
| 3e                     | Budget Forklifts       | Australie              | + 8 min 9 s            |
| modifier               |                        |                        |                        |

### UCI Oceania Tour
Cette New Zealand Cycle Classic attribue des points pour l'UCI Oceania Tour 2015, par équipes seulement aux coureurs des équipes continentales professionnelles et continentales, individuellement à tous les coureurs sauf ceux faisant partie d'une équipe ayant un label WorldTeam.
| Position,          | 1er | 2e | 3e | 4e | 5e | 6e | 7e | 8e |
| Classement général | 40  | 30 | 16 | 12 | 10 | 8  | 6  | 3  |
| Par étape          | 8   | 5  | 2  |    |    |    |    |    |
| Leader, par étape  | 4   |    |    |    |    |    |    |    |

| Cycliste       | Équipe                               | Général | Étape | Leader | Total |
| -------------- | ------------------------------------ | ------- | ----- | ------ | ----- |
| Taylor Gunman  | Avanti Racing                        | 40      | 4     | 8      | 52    |
| Jason Christie | Avanti Racing                        | 30      | 13    | -      | 43    |
| Dion Smith     | Équipe nationale de Nouvelle-Zélande | 16      | 2     | -      | 18    |
| James Oram     | Équipe nationale de Nouvelle-Zélande | 3       | 13    | -      | 16    |
| Josh Berry     | Budget Forklifts                     | 12      | -     | -      | 12    |
| Joseph Cooper  | Avanti Racing                        | -       | 8     | 4      | 12    |
| Thomas Davison | Avanti Racing                        | 10      | -     | -      | 10    |
| Morgan Smith   | Subaru Albion                        | 8       | 2     | -      | 10    |
| Craig Evers    | Data3 Symantec Racing-Scody          | -       | 8     | -      | 8     |
| Joshua Prete   | Budget Forklifts                     | -       | 8     | -      | 8     |
| Nick Bain      | Nature Valley Avanti                 | -       | 7     | -      | 7     |
| Andrew Hagan   | Nature Valley Avanti                 | 6       | -     | -      | 6     |
| Rhys Gillett   | Scody Downunder                      | -       | 5     | -      | 5     |
| Fraser Gough   | Avanti Racing                        | -       | 5     | -      | 5     |
| Daniel Barry   | Budget Forklifts                     | -       | -     | 4      | 4     |

## Évolution des classements
| Étape              | Vainqueur          | Classement général | Classement de la montagne | Classement des sprints | Classement du meilleur jeune | Classement par équipes |
| ------------------ | ------------------ | ------------------ | ------------------------- | ---------------------- | ---------------------------- | ---------------------- |
| P                  | Joseph Cooper      | Joseph Cooper      | Non décerné               | Non décerné            | Fraser Gough                 | Avanti Racing          |
| 1                  | Jason Christie     | Daniel Barry       | Rhys Gillett              | Jason Christie         | Dion Smith                   | Avanti Racing          |
| 2                  | Craig Evers        | Taylor Gunman      | Rhys Gillett              | Jason Christie         | Dion Smith                   | Avanti Racing          |
| 3                  | James Oram         | Taylor Gunman      | Rhys Gillett              | Craig Evers            | Dion Smith                   | Avanti Racing          |
| 4                  | Joshua Prete       | Taylor Gunman      | Rhys Gillett              | Craig Evers            | Dion Smith                   | Avanti Racing          |
| Classements finals | Classements finals | Taylor Gunman      | Rhys Gillett              | Craig Evers            | Dion Smith                   | Avanti Racing          |

## Liste des participants
- Liste de départ complète

| Légende                          | Légende                                                                                                  | Légende                                | Légende                                                                                                  |
| -------------------------------- | --- | -------------------------------------- | --- |
| Num                              | Dossard de départ porté par le coureur sur cette New Zealand Cycle Classic                               | Pos                                    | Position finale au classement général                                                                    |
| Leader du classement général     | Indique le vainqueur du classement général                                                               | Leader du classement de la montagne    | Indique le vainqueur du classement de la montagne                                                        |
| Leader du classement des sprints | Indique le vainqueur du classement des sprints                                                           | Leader du classement du meilleur jeune | Indique le vainqueur du classement du meilleur jeune                                                     |
|                                  | Indique un maillot de champion national ou mondial, suivi de sa spécialité                               | #                                      | Indique la meilleure équipe                                                                              |
| NP                               | Indique un coureur qui n'a pas pris le départ d'une étape, suivi du numéro de l'étape où il s'est retiré | AB                                     | Indique un coureur qui n'a pas terminé une étape, suivi du numéro de l'étape où il s'est retiré          |
| HD                               | Indique un coureur qui a terminé une étape hors des délais, suivi du numéro de l'étape                   | *                                      | Indique un coureur en lice pour le classement du meilleur jeune (coureurs nés après le 1er janvier 1993) |

| Avanti Racing # ART                          | Avanti Racing # ART         | Avanti Racing # ART |
| -------------------------------------------- | --------------------------- | ------------------- |
| Num                                          | Coureur                     | Pos                 |
| 1                                            | Joseph Cooper (NZL) (Route) | 19e                 |
| 2                                            | Thomas Davison (NZL)        | 5e                  |
| 3                                            | Taylor Gunman (NZL)         | 1er                 |
| 4                                            | Jason Christie (NZL)        | 2e                  |
| 5                                            | Fraser Gough (NZL)*         | 32e                 |
| Directeur sportif : Andrew Christie-Johnston |                             |                     |

| Budget Forklifts BFL               | Budget Forklifts BFL | Budget Forklifts BFL |
| ---------------------------------- | -------------------- | -------------------- |
| Num                                | Coureur              | Pos                  |
| 6                                  | Jack Anderson (AUS)  | 10e                  |
| 7                                  | Daniel Barry (NZL)   | 9e                   |
| 8                                  | Joshua Prete (AUS)   | 27e                  |
| 9                                  | Kristian Juel (DEN)  | 28e                  |
| 10                                 | Josh Berry (AUS)     | 4e                   |
| Directeur sportif : Shaun McCarthy |                      |                      |

| Data3 Symantec Racing-Scody DSR     | Data3 Symantec Racing-Scody DSR | Data3 Symantec Racing-Scody DSR |
| ----------------------------------- | ------------------------------- | ------------------------------- |
| Num                                 | Coureur                         | Pos                             |
| 11                                  | Alex Grunke (AUS)*              | 46e                             |
| 12                                  | Scott Thomas (NZL)              | 24e                             |
| 13                                  | Adam Allen (AUS)                | AB-4                            |
| 14                                  | Craig Evers (AUS)               | 26e                             |
| 15                                  | Tyler Spurrell (AUS)            | AB-4                            |
| Directeur sportif : Peter Zijerveld |                                 |                                 |

| GPM Stulz GPM                            | GPM Stulz GPM       | GPM Stulz GPM |
| ---------------------------------------- | ------------------- | ------------- |
| Num                                      | Coureur             | Pos           |
| 16                                       | Edward White (AUS)  | 34e           |
| 17                                       | Joel Walsh (AUS)    | 48e           |
| 18                                       | Cameron Ivory (AUS) | 22e           |
| 19                                       | Sam Hill (AUS)*     | AB-3          |
| 20                                       |                     |               |
| Directeur sportif : Justin Stuart Morris |                     |               |

| Subaru Albion TSA                  | Subaru Albion TSA         | Subaru Albion TSA |
| ---------------------------------- | ------------------------- | ----------------- |
| Num                                | Coureur                   | Pos               |
| 21                                 | Saxon Irvine (AUS)        | AB-2              |
| 22                                 | Morgan Smith (NZL)        | 6e                |
| 23                                 | Darcy Ellerm-Norton (NZL) | AB-4              |
| 24                                 | Daniel Molyneux (NZL)     | 14e               |
| 25                                 | Richard Lawson (NZL)*     | 16e               |
| Directeur sportif : Andrew Bloxsom |                           |                   |

| Scody Downunder TSD              | Scody Downunder TSD  | Scody Downunder TSD |
| -------------------------------- | -------------------- | ------------------- |
| Num                              | Coureur              | Pos                 |
| 26                               | Samuel Volkers (AUS) | AB-4                |
| 27                               | Rhys Gillett (AUS)   | 25e                 |
| 28                               | Nick Woods (AUS)     | 45e                 |
| 29                               | Stuart Mulhern (AUS) | 52e                 |
| 30                               | Nick Miller (NZL)    | 18e                 |
| Directeur sportif : Brett Tivers |                      |                     |

| Équipe nationale de Nouvelle-Zélande NZL | Équipe nationale de Nouvelle-Zélande NZL | Équipe nationale de Nouvelle-Zélande NZL |
| ---------------------------------------- | ---------------------------------------- | ---------------------------------------- |
| Num                                      | Coureur                                  | Pos                                      |
| 31                                       | Ryan Wills (NZL)                         | 17e                                      |
| 32                                       | James Oram (NZL)*                        | 8e                                       |
| 33                                       | Dion Smith (NZL)*                        | 3e                                       |
| 34                                       | Michael Northey (NZL)                    | 11e                                      |
| 35                                       | Roman van Uden (NZL)                     | 13e                                      |
| Directeur sportif : Steve Stannard       |                                          |                                          |

| Nature Valley Avanti NVA         | Nature Valley Avanti NVA | Nature Valley Avanti NVA |
| -------------------------------- | ------------------------ | ------------------------ |
| Num                              | Coureur                  | Pos                      |
| 36                               | Alex Heaney (NZL)*       | 41e                      |
| 37                               | Nick Bain (NZL)*         | 20e                      |
| 38                               | Nick Reddish (NZL)*      | 43e                      |
| 39                               | Reon Nolan (NZL)         | 58e                      |
| 40                               | Andrew Hagan (NZL)       | 7e                       |
| Directeur sportif : Tim Stephens |                          |                          |

| L&M Group Ricoh LMG             | L&M Group Ricoh LMG   | L&M Group Ricoh LMG |
| ------------------------------- | --------------------- | ------------------- |
| Num                             | Coureur               | Pos                 |
| 41                              | Guy Carter (NZL)      | 54e                 |
| 42                              | Joseph Chapman (NZL)  | 51e                 |
| 43                              | Karl Poole (NZL)      | 36e                 |
| 44                              | Luke McDermott (NZL)* | 31e                 |
| 45                              | Jacob Grieve (NZL)    | 39e                 |
| Directeur sportif : James Canny |                       |                     |

| Bike Manawatu BMT     | Bike Manawatu BMT       | Bike Manawatu BMT |
| --------------------- | ----------------------- | ----------------- |
| Num                   | Coureur                 | Pos               |
| 46                    | Chris Sanson (NZL)      | 29e               |
| 47                    |                         |                   |
| 48                    | John Newman-Watt (NZL)* | 44e               |
| 49                    | George Roberts (NZL)*   | 40e               |
| 50                    | Ryan Christensen (NZL)* | 33e               |
| Directeur sportif : ? |                         |                   |

| Kia Manawatu TKM      | Kia Manawatu TKM       | Kia Manawatu TKM |
| --------------------- | ---------------------- | ---------------- |
| Num                   | Coureur                | Pos              |
| 51                    | Ben Earnshaw (NZL)     | 55e              |
| 52                    | Richard Johnston (NZL) | HD-1             |
| 53                    | Willem Bruins (NZL)    | AB-3             |
| 54                    | Gordon McCauley (NZL)  | AB-4             |
| 55                    | Steve Furminger (NZL)  | 35e              |
| Directeur sportif : ? |                        |                  |

| Sign Factory TSF                  | Sign Factory TSF      | Sign Factory TSF |
| --------------------------------- | --------------------- | ---------------- |
| Num                               | Coureur               | Pos              |
| 56                                | Jason Thomason (NZL)* | 30e              |
| 57                                | Matthew Goode (NZL)*  | AB-1             |
| 58                                | Antony Nalder (NZL)   | AB-3             |
| 59                                | Blake Fergus (NZL)    | 56e              |
| 60                                | Paul Duynhoven (NZL)  | 59e              |
| Directeur sportif : Laura McKenzi |                       |                  |

| Mike Greer Homes Racing MGH       | Mike Greer Homes Racing MGH | Mike Greer Homes Racing MGH |
| --------------------------------- | --------------------------- | --------------------------- |
| Num                               | Coureur                     | Pos                         |
| 61                                | Sean Hambrook (NZL)*        | 38e                         |
| 62                                | Ben Johnstone (NZL)*        | AB-4                        |
| 63                                | Josh Page (NZL)             | HD-1                        |
| 64                                | Jeremy Inglis (NZL)         | 57e                         |
| 65                                | Jack Sowry (NZL)*           | 49e                         |
| Directeur sportif : Ashley Cassin |                             |                             |

| Seasucker TSS                     | Seasucker TSS           | Seasucker TSS |
| --------------------------------- | ----------------------- | ------------- |
| Num                               | Coureur                 | Pos           |
| 66                                | Calvin Standrill (NZL)* | 53e           |
| 67                                | Pete Smits (NZL)        | 42e           |
| 68                                | Paul Edelstein (AUS)*   | AB-4          |
| 69                                | Dave Weaver (NZL)       | 50e           |
| 70                                |                         |               |
| Directeur sportif : Liz Tomlinson |                         |               |

| Meridian MER                          | Meridian MER             | Meridian MER |
| ------------------------------------- | ------------------------ | ------------ |
| Num                                   | Coureur                  | Pos          |
| 71                                    | Matt Webb-Smith (NZL)*   | AB-4         |
| 72                                    | Daniel Whitehouse (NZL)* | 21e          |
| 73                                    | Nick Osten (NZL)*        | 37e          |
| 74                                    | Joshua Aldridge (NZL)    | 12e          |
| 75                                    | Jake Marryatt (NZL)*     | 15e          |
| Directeur sportif : Robert Whitehouse |                          |              |

| NZCT NZC                        | NZCT NZC                | NZCT NZC |
| ------------------------------- | ----------------------- | -------- |
| Num                             | Coureur                 | Pos      |
| 76                              | Ben Carman (AUS)*       | 47e      |
| 77                              | Jonathan Atkinson (NZL) | HD-1     |
| 78                              | Harry Elworthy (NZL)*   | 23e      |
| 79                              |                         |          |
| 80                              | Tim Rush (NZL)          | AB-4     |
| Directeur sportif : Mark Donald |                         |          |